# Lucien-L’Allier (Metro Montreal)

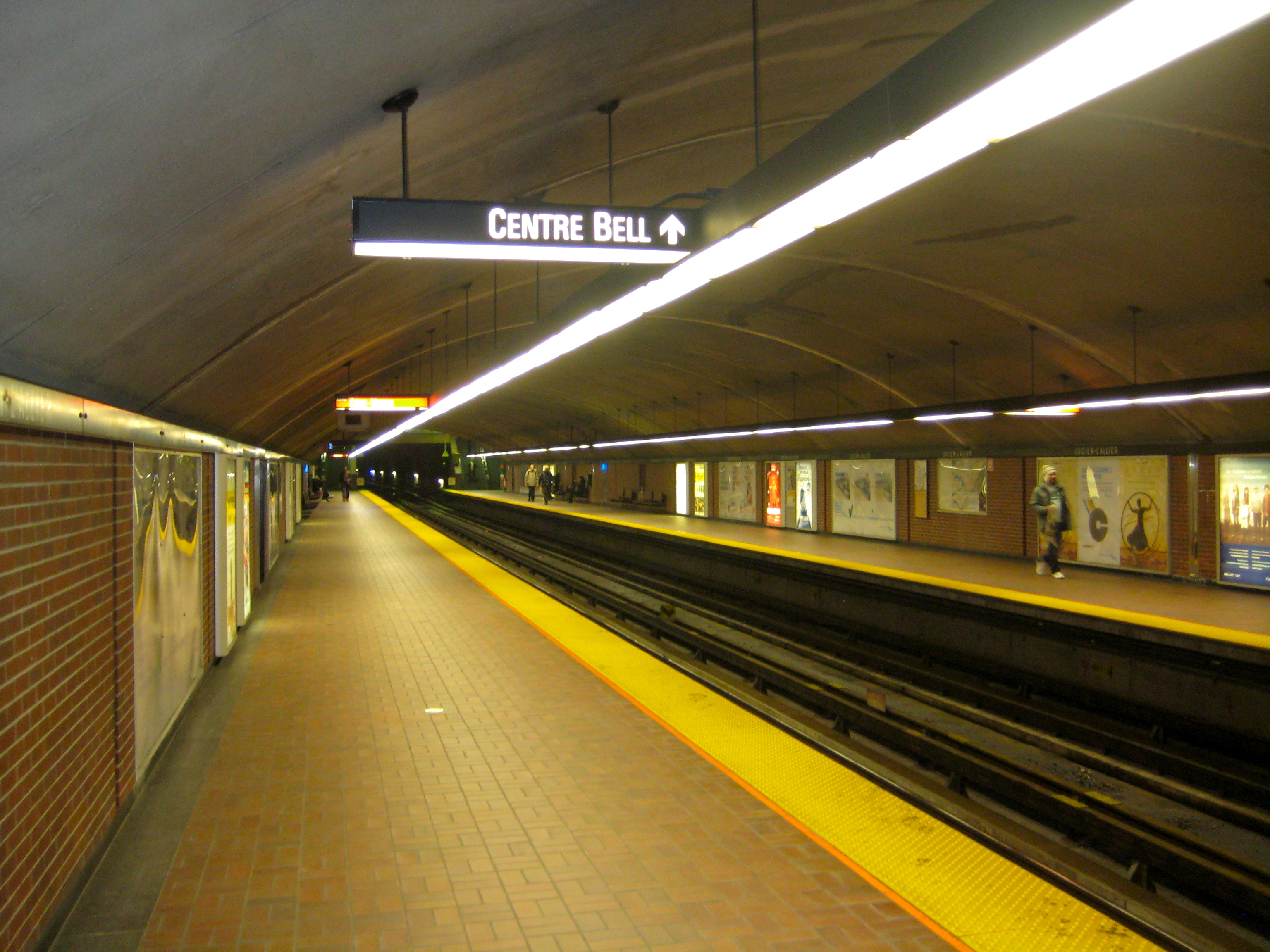
Blick auf die Bahnsteige

Lucien-L’Allier ist eine U-Bahn-Station in Montreal. Sie befindet sich im Arrondissement Ville-Marie an der Kreuzung von Rue Lucien-L’Allier und Rue Argyle. Hier verkehren Züge der orangen Linie 2. Im Jahr 2019 nutzten 2.526.024 Fahrgäste die Station; dies entspricht dem 47. Rang unter den insgesamt 68 Stationen der Metro Montreal.

## Bauwerk

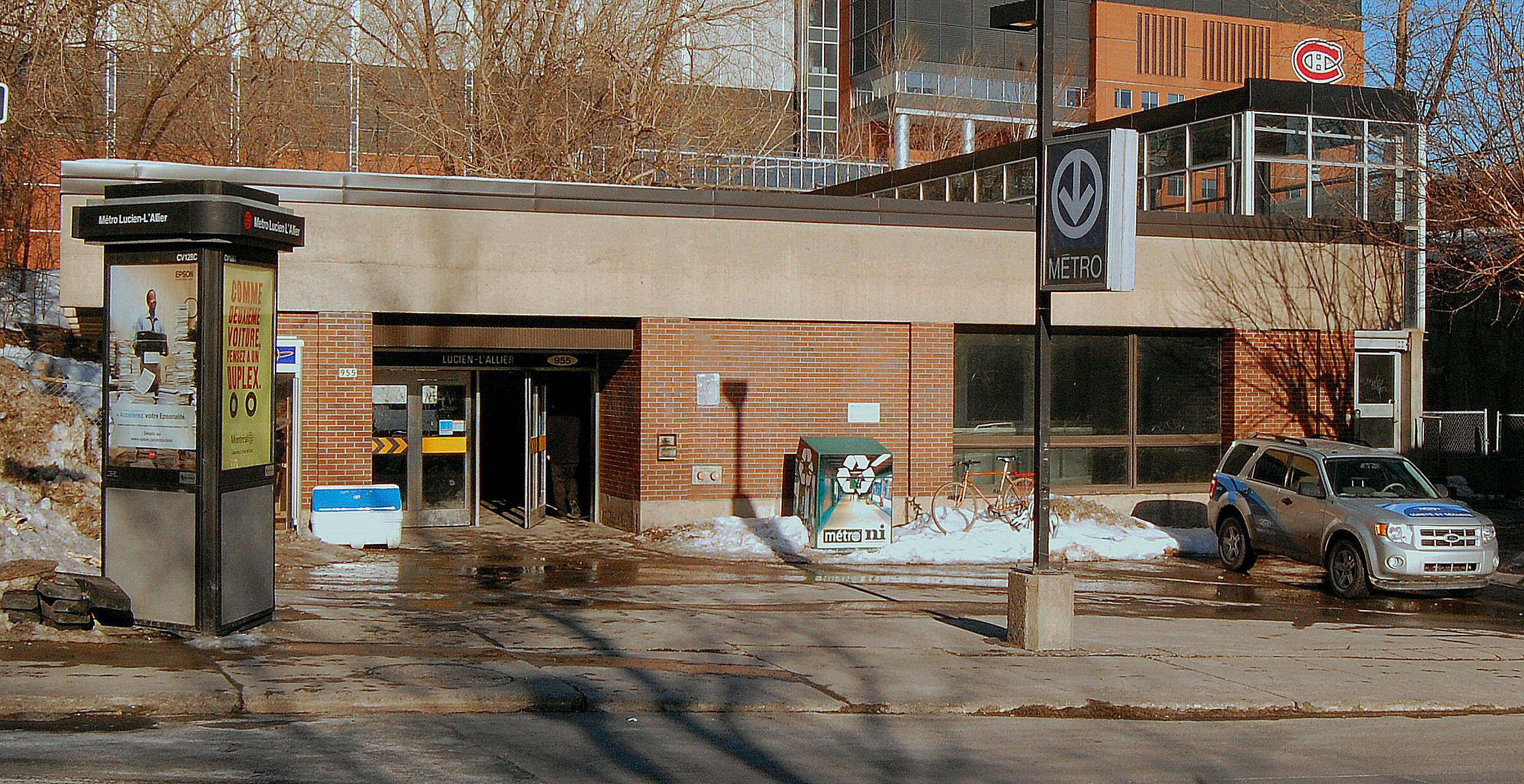
Eingangspavillon

Die vom Architekturbüro David, Boulva & Cleve entworfene Station sticht durch die außerordentlich große Höhe der Wände und die gewölbte Decke heraus. Ein zentraler Lichtschacht ermöglicht eine direkte Sichtverbindung vom schlichten Eingangspavillon an der Oberfläche hinunter zur Verteilerebene. Die Wandverkleidung aus braunen Ziegeln ergibt einen warmen Farbton und stellt eine Verbindung zur Bahnsteigebene her. Diese ist 27,1 Meter tief und besitzt zwei Seitenbahnsteige. Somit ist Lucien-L’Allier die am dritttiefsten gelegene Station der Montrealer Metro. Die Entfernungen zu den benachbarten Stationen, jeweils von Stationsende zu Stationsanfang gemessen, betragen 530,60 Meter bis Georges-Vanier und 381,60 Meter bis Bonaventure.
Es bestehen Anschlüsse zu zehn Buslinien und vier Nachtbuslinien der Société de transport de Montréal. Vom nahe gelegenen Bahnhof Lucien-L’Allier aus verkehren mehrere exo-Vorortseisenbahnlinien. Die Metrostation Lucien-L’Allier ist in die weitläufige Montrealer Untergrundstadt integriert. Unterirdisch zu Fuß erreichbar sind neben dem Bahnhof auch das Eishockeystadion Centre Bell, der ehemalige Hauptbahnhof Gare Windsor, der Wolkenkratzer 1250 René-Lévesque und die Metrostation Bonaventure.

## Geschichte
Die Eröffnung der Station erfolgte am 28. April 1980, zusammen mit dem Teilstück zwischen Bonaventure und Place-Saint-Henri. Namensgeber der Station ist die Rue Lucien-L’Allier. Diese hieß früher Rue de l’Aqueduc und wurde zu Ehren von Lucien L’Allier (1909–1978) umbenannt, dem Chefingenieur des Grundnetzes der Metro und der Weltausstellung Expo 67. L’Allier verstarb, als sich die Station im Bau befand; eine Gedenktafel erinnert an ihn. Während der Planungsphase trug die Station die Bezeichnung Aqueduc.